# Job Vener

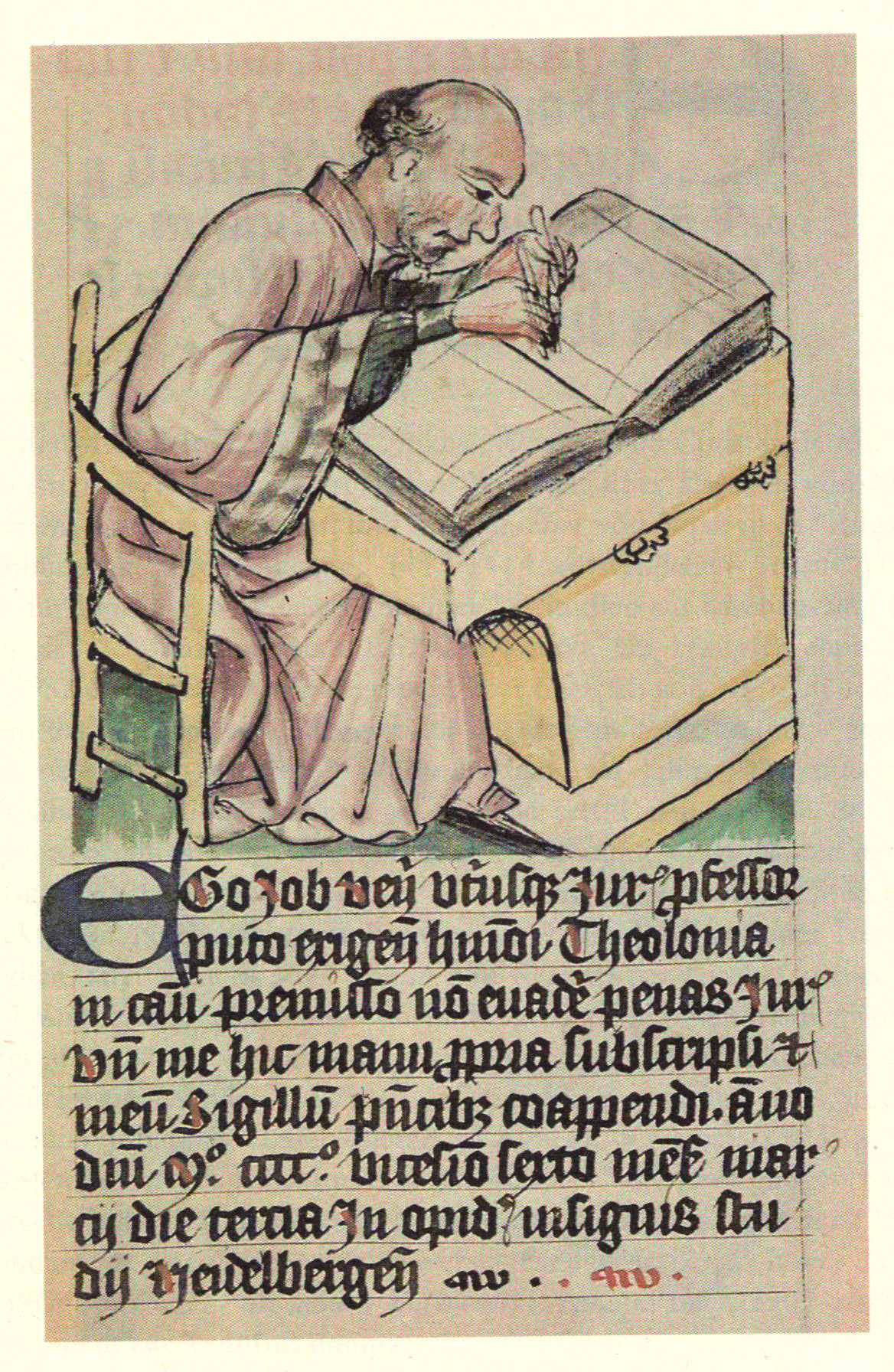
Gelehrtenporträt Job Veners in einem Rechtsgutachten. Miniatur in der Bilderhandschrift des Winand von Steeg (München, Bayerisches Hauptstaatsarchiv, Geheimes Hausarchiv, HS 12, fol. 8)

Job Vener (* um 1370 in Straßburg; † 9. April 1447 in Speyer) war ein katholischer Priester, gelehrter Jurist und Verfasser von Reformschriften.

## Leben und Wirken
Job Vener entstammte der in Schwäbisch Gmünd beheimateten Patrizierfamilie Vener und wurde als Sohn von Reinbold Vener dem Älteren in Straßburg geboren. Eine erste gesicherte Nachricht über ihn liegt vom Ende des Jahres 1378 vor, als er eine vom Vater bei Clemens VII. erbetene Pfründe an der Speyerer Kirche erhielt. 1383–1387 studierte Vener in Paris, wo er das Baccalaureat erwarb, besuchte von Herbst 1387–1393 die Universität Heidelberg und ging schließlich von 1393 bis 1397 die Hochschule von Bologna. Dort fungierte er 1394 und 1396 als Prokurator der deutschen Studenten, am 2. September 1395 erwarb er das Licentiat in römischem, am 30. August 1397 in kanonischem Recht. Bei einem zweiten Aufenthalt anlässlich der Romreise König Ruprechts promovierte er dort am 20. Februar 1402 zum Doktor beider Rechte. 
Seit dem 13. September 1400 fungierte Job Vener als Protonotar des Kurfürsten und römisch-deutschen Königs Ruprecht von der Pfalz, der ihn wiederholt zu diplomatischen Missionen verwandte. 1401 ist Vener als Kanoniker in Straßburg bezeugt, ab 1403 wirkte er als Rechtslehrer an der Universität Heidelberg und als kurpfälzischer Rat. 1405 amtierte Job Vener, inzwischen zum Priester geweiht, als bischöflicher Offizial in Speyer. 
Anfang des Jahres 1415 reiste der Geistliche zusammen mit Kurfürst Ludwig III. (Pfalz) zum Konstanzer Konzil, wo er an den Verhandlungen herausragenden Anteil nahm. Eine dort von ihm verfasste Schrift weist ihn sowohl als erfahrenen Praktiker wie auch als ernsthaften, aber konservativen Reformer aus, dessen Kritik den Rahmen der bestehenden Kirche jedoch weder überschreiten noch sprengen wollte. Am Konklave von 1417 nahm er als Vertreter der deutschen Nation teil und erhielt sogar einige Stimmen bei der Papstwahl. 1423 ließ sich Job Vener endgültig in Speyer nieder, 1424 nahm man ihn hier ins Domkapitel auf. Ebenso wie zuvor König Ruprecht suchten auch dessen Nachfolger Kurfürst Ludwig III. von der Pfalz und Veners alter Bologneser Mitstudent, der Speyerer Bischof Raban von Helmstatt, seinen Rat. Besonders geschah dies bei komplizierten und bedeutenden Rechtsangelegenheiten, wozu er auch viele Reisen unternahm, z. B. nach Köln, Straßburg, Savoyen, Aragón, Paris, mehrfach nach Österreich und Italien. Sein juristischer Sachverstand und seine Gelehrsamkeit zeigten sich in zahlreichen Gutachten. Gleichermaßen an theologischen, juristischen und politischen Problemen interessiert, befasste sich Vener sowohl mit weltlichen als auch mit geistlichen Fragen, wobei seine Beurteilungen die hohe Wertschätzung der Zeitgenossen besaßen. Schon seit dem Konzil von Konstanz mit der Lehre von Jan Hus vertraut, wurde er in der Kurpfalz bei der Bekämpfung der Hussiten zu Rate gezogen.
Job Vener stand in engem Kontakt zur Basler Kartause, woraus man auf seine persönliche Frömmigkeit schließen kann. 1444 dotierte er für sich ein ewiges Messgedächtnis im Dom zu Speyer. 
Sein umfangreicher handschriftlicher Nachlass wurde von dem deutschen Mittelalterhistoriker Hermann Heimpel ausgewertet. In der bedeutsamen dreibändigen Monographie Heimpels zur Familie Vener steht Job Vener im Zentrum der Betrachtung. Peter Moraw stuft ihn als „einen der bedeutendsten Juristen im mittelalterlichen Königsdienst“ ein.